# Архегоний

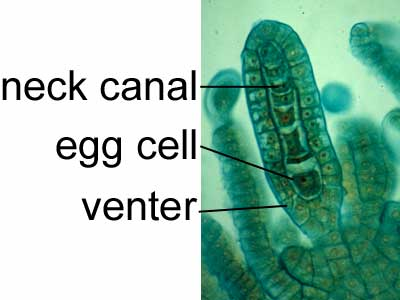
Архегоний представителя рода Porella из отдела Печёночные мхи (Marchantiophyta)

Архего́ний, или Архегония (др.-греч. ἀρχή — «начало», γονή — «потомство») — женский орган полового размножения у высших споровых (мохообразные, папоротниковидные и пр.) и голосеменных растений, многоклеточный орган полового размножения гаметофитов; гаметангий, в котором развиваются женские гаметы — яйцеклетки.
Архегоний у высших растений — небольшое колбообразное тельце, состоящее из ножки, нижней расширенной части (брюшка) и верхней суженной части (шейки). Снаружи архегоний защищён бесплодными клетками. В брюшке архегония находится яйцеклетка.

## Оогоний
Одноклеточные женские половые органы водорослей принято называть оогониями. Однако обычно альгологи оогониями называют и многоклеточные женские гаметангии харовых водорослей.